# Alexander Rossi
Alexander Michael Rossi (Nevada, Kalifornija, SAD, 25. rujna 1991. ) je američki vozač automobilističkih utrka. U Formuli 1 je nastupao 2015., a najbolji rezultat mu je 12. mjesto na Velikoj nagradi Sjedinjenih Američkih Država na Austinu. Godine 2008. osvojio je naslov u Američkoj Formuli BMW, a 2016. u svom prvom nastupu pobijedio je na jubilarnoj 100. utrci 500 milja Indianapolisa. Godine 2021. pobijedio je na utrci 24 sata Daytone.

## Vanjske poveznice
- Alexander Rossi.com - Official website
- Alexander Rossi - Stats F1
- Alexander Rossi - Driver Database
- Alexander Rossi - Racing Sports Cars